# 紀元前9年
紀元前9年（きげんぜん9ねん）。

## 他の紀年法
- 干支 : 壬子
- 日本
  - 垂仁天皇21年
  - 皇紀652年
- 中国
  - 前漢 : 元延4年
- 朝鮮
  - 高句麗 : 瑠璃明王11年
  - 新羅 : 赫居世49年
  - 百済 : 温祚王10年
  - 檀紀2325年
- 仏滅紀元 : 535年
- ユダヤ暦 : 3752年 - 3753年

## できごと

### ローマ
- パンノニアが、イリュリアの一部としてローマ帝国に編入された。
- ティベリウスがドイツ地方の征服を進めた。

## 誕生
- 平帝 - 前漢の皇帝（6年没）

## 死去
- 大ドルスス - ティベリウス・クラウディウス・ネロとリウィア・ドルシッラの息子（紀元前38年生）